# Lot (Belgium)

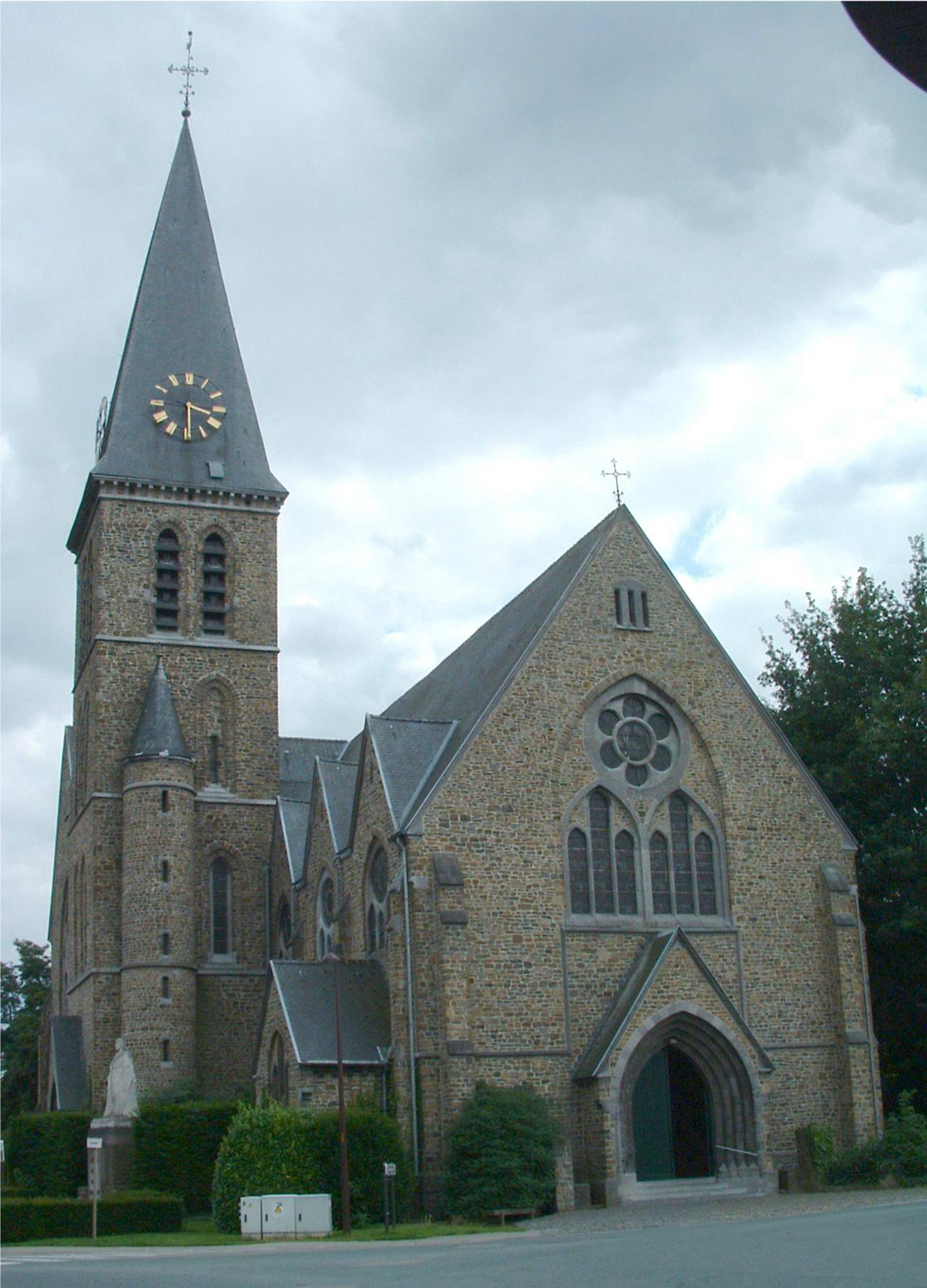
A neogótikus stílusú, 1910-ben épült Sint-Jozefskerk

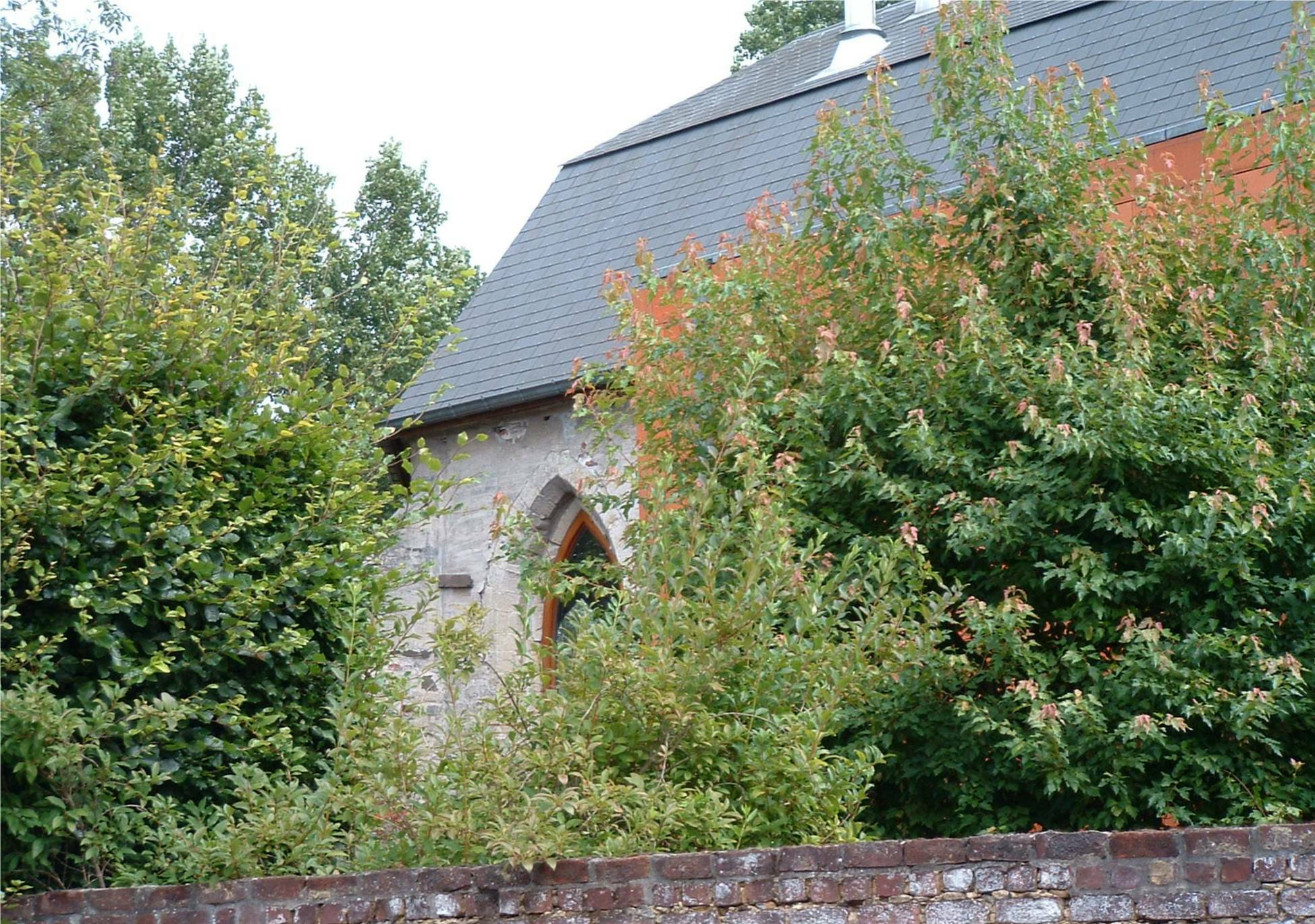
A 14. századból származnak a Sint-Jobskapel kápolna legrégibb részei

Lot település a belgiumi Flamand-Brabant tartományban található Beersel község része, Brüsszeltől délre kb. 12 km-re fekszik.
A községhez tartozó települések közül Lot a leginkább iparosodott, hiszen közvetlenül a Brüsszel-Mons-Párizs főútvonalon fekszik, a Charleroi-Brüsszel-csatorna, illetve a Brüsszelt megkerülő R0 körgyűrű mellett.
A településnek 2005-ben 4303 lakosa volt.

## Történelem, látnivalók, érdekességek
Lot neve feltehetőleg az ó-holland laeck(t) szóból származik, ami mocsaras területen található vízfolyást vagy holtágat jelölt. Ennek megfelel, hogy a Zenne-folyó a település központján keresztül folyik. 1959-ben a folyó medrében gallo-román település maradványait tárták fel, amely a római uralom idejéből, az 1-3. századból származik.
A középkorban a van Wolfshagen család építette a Sint-Jobskapelt, amely a közeli Sint-Pieters-Leeuw parókiához tartozott. A kápolnát később, a 15. század során vendégházzá alakították, ahol a Halle-i Onze-Lieve-Vrouw van Halle búcsújáróhelyre igyekvő zarándokoknak biztosítottak szállást. A kápolna 1556-ban leégett és súlyos károkat szenvedett, csak néhány része (pl. a külső fal egyes elemei) maradtak épen.
A falu 1927 és 1977 között átmenetileg saját önkormányzattal rendelkezett, 1927 előtt a Zenne jobb partján található Dworp és a bal parti Sint-Pieters-Leeuw településekkel közösen igazgatták. 1977. január 1-jén a település a Beerseli járás része lett.
Kedvező fekvése és a közlekedési infrastruktúra fejlődése következtében Lot gyors iparosodásnak indult a 18-19. században, kihasználva a Brüsszel-Charleroi között megépült csatorna adta lehetőségeket. A II. világháború után Renaat Van Elslande polgármester (később kulturális, illetve külügyminiszter) dinamikus irányításával település hamarosan magára talált. A 20. sz. közepén a belga ipart sújtó válság miatt, a település ipari központként elvesztette jelentőségét. Napjainkra Brüsszel egyik peremtelepülése lett.
A faluban található Sint-Jozefskerk-templom, a belga C. Veraert és H. Lemaire építészek tervei alapján épült 1907-1910 között. A közelmúltban kapott modern orgonája 51 hangon, 70 regiszterben szól, 24,2 csatornás hangrendszeren. Mozgatható manuálkonzolja és aranyozott ajaksípjai vannak. Számos zenekari hang, úgymint a kürt, a trombita és még  harangjáték is megszólaltatható rajta. 

## Külső hivatkozás
1. ↑  A Sint-Jozefskerk orgonája